# Andy Böhme
Andy Böhme (ur. 26 kwietnia 1970 w Salzwedel) – niemiecki skeletonista, dwukrotny medalista mistrzostw świata oraz dwukrotny zdobywca Pucharu Świata.

## Kariera
Pierwszy sukces w karierze osiągnął w sezonie 1997/1998, kiedy zajął trzecie miejsce w klasyfikacji generalnej Pucharu Świata. Rok później zwyciężył w tej klasyfikacji, wyprzedzając Kanadyjczyka Ryana Davenporta i Jimmy'ego Shea z USA. Wynik ten powtórzył w sezonie 1999/2000, pokonując Chrisa Soule'a z USA i Kristana Bromleya z Wielkiej Brytanii.
W 1999 roku zdobył srebrny medal na mistrzostwach świata w Altenbergu, rozdzielając na podium Jimmy'ego Shea i swego rodaka, Williego Schneidera. Ponadto podczas rozgrywanych rok później mistrzostw świata w Altenbergu wywalczył złoty medal, wyprzedzając Szwajcara Gregora Stähliego i Jimmy'ego Shea. Nigdy nie wystąpił na igrzyskach olimpijskich.